# Manuel Huerta y Portero
Manuel Huerta y Portero (f. 1903) fue un pintor y fotógrafo español del siglo XIX.

## Biografía
Pintor natural de la localidad toledana de Esquivias, fue discípulo en Madrid de la Escuela Superior, dependiente de la Academia de San Fernando. Durante su carrera en esta, obtuvo diferentes premios en las clases de dibujo del natural y del antiguo y colorido. En la Exposición general de Bellas Artes celebrada en 1864 presentó un lienzo cuyo tema era el Entierro de Santa Leocadia. Fue también autor de un notable retrato de la condesa de Heredia Spínola. Huerta, que también cultivó la fotografía, falleció en 1903.